# 强壮菱蟹
强壮菱蟹（学名：Parthenope validus）为菱蟹科菱蟹属的动物。分布于朝鲜、日本、萨摩亚、澳大利亚、印度马来海区、新加坡，包括南海、东海、黄渤海等海域，生活环境为海水，多生活于深水区泥沙底。